# René Carlier
Pour les articles homonymes, voir Carlier.
René Carlier, ou Renato Carlier en espagnol, est un architecte français ayant travaillé en Espagne, né à Umbille (Onvillers ?) dans le diocèse d'Amiens et dans l'actuel département de la Somme, et mort à l'Escurial le 15 août 1722.
Il est le père de l'architecte François Carlier qui, comme lui, travailla dans son pays d'adoption.

## Biographie
Le roi Philippe V était marié, en premières noces, avec Marie-Louise de Savoie. La camarera mayor, dame d'atour de la reine, était alors Madame des Ursins. Cette dernière va demander à Robert de Cotte des dessins de boiseries pour l'Alcazar de Madrid, ainsi que des projets de bâtiments et d'aménagements des jardins du palais du Buen Retiro. La venue en Espagne de la nouvelle dynastie des Bourbons va amener des artistes français à travailler pour la cour d'Espagne.
Madame des Ursins a fait des aménagements intérieurs dans l'Alcazar en 1711 et un état des lieux a été transmis au premier architecte du roi de France le 29 décembre 1711. Robert de Cotte a présenté en 1712 des projets de boiseries. Il a envoyé René Carlier en Espagne. Ce dernier a été son élève et est arrivé à Madrid vers le 14 février 1712, date d'une lettre de Madame des Ursins à Torcy qui annonce son arrivée.
Un document trouvé dans l'Archivo general del palacio montre qu'il a eu une influence importante dans la conception des jardins du palais royal de la Granja qui ont probablement été inspirés par ceux du château de Marly.
Il a été nommé arquitecto mayor du palais du Buen Retiro. En mai 1714, alors qu'il était en train de niveler le terrain entre le palais du Buen Retiro et l'Alcazar de Madrid, il est pris à partie par des habitants car proche de la cour.
Il a été marié à Marie Antonette de Marissart dont il a eu six enfants : Olympe, Madeleine, Geneviève, Marie Thérèse, François ou Antonio Francisco et Marie. Olympe Carlier s'est mariée avec le peintre Michel-Ange Houasse dont elle a eu quatre filles. Madeleine Carlier s'est mariée avec Michel Gaudrau, maître à danser de la reine et des infants qui a eu quatre fils. Geneviève Carlier a épousé Louis Boucquet, hautboïste de la Chapelle Royale de Madrid.
Il est mort à l'Escurial le 15 août 1722.